# Bantouzelle

Bantouzelle este o comună în departamentul Nord, Franța. În 1 ianuarie 2022 avea o populație de 443 de locuitori.